# Aasen tipo C
La Granata con manico e paracadute tipo Aasen C fu una granata inventata da Nils Waltersen Aasen e prodotta dalla "Società Anonima Defenseur" (SAD) di Copenaghen. Venne impiegata dal Regio Esercito durante la guerra italo-turca e la prima guerra mondiale insieme agli altri modelli dello stesso progettista Aasen tipo A2 e Aasen da fucile.

## Storia
Mentre la Francia estende, nel 1905, l'addestramento all'uso della bomba a mano a tutta la fanteria, il Regio Esercito, agli inizi del Novecento, è ancora impegnato nella definizione del concetto e nella sperimentazione di numerosi modelli, senza seguito operativo. Nel 1911, alla vigilia della guerra italo-turca, mentre nelle armerie ancora trovano posto le granate di tipo risorgimentale, l'esercito decide l'acquisizione delle bombe danesi Aasen, sia nelle due versioni bomba a mano A2 e C, sia nella versione da fucile. Ampiamente distribuite alle truppe in Libia, le Aasen furono impiegate anche dagli aeroplani nei primi bombardamenti aerei della storia. Nel 1915, all'entrata dell'Italia nella Grande Guerra, le Aasen ancora presenti nei magazzini furono distribuite ad esaurimento alle Armate.

## Tecnica
La Aesen C è una bomba a mano ad alto esplosivo difensiva. Più piccola e leggera rispetto alla A2, il corpo della bomba, in lamiera d'acciaio, è cilindrico inferiormente e semisferico superiormente e contiene la carica costituita da 220 grammi di echo o da 310 grammi di tritolo. Una calotta semisferica che copre la parte superiore del corpo bomba contiene 140 pallette da 3 grammi. La differenze esteriore più evidente rispetto alla A2 è il grosso tappo in zamak per l'inserimento della capsula del detonatore, sporgente sopra alla calotta e che funge anche da contrappeso.
Il meccanismo di sicura è lo stesso della A2, con il percussore inerziale che scorre nel manico in legno inserito sul fondo del corpo. Il manico è munito di gancio di trasporto alla cintura e circondato da un paracadute governale in tela. Per il lancio, si svolge la fettuccia che tiene chiuso il governale e si lega al polso il cordino che fuoriesce dal manico; al momento del lancio, il paracadute si apre ed il cordino, lungo una decina di metri, si svolge ed infine sfila la spina di sicura posta nel manico, liberando così il percussore inerziale; questo, al momento dell'impatto della bomba con il suolo, per inerzia colpisce ed attiva il detonatore.